# Julia Avila
Julia Avila, surnommée « Raging Panda », née le 11 mai 1988 à Los Angeles en Californie, est une pratiquante américaine d'arts martiaux mixtes (MMA). Elle combat actuellement dans la division des poids coqs de l'Ultimate Fighting Championship. En parallèle, elle est aussi une géologue basée en Oklahoma.

## Biographie

### Jeunesse et formation
Julia Avila naît le 11 mai 1988 à Los Angeles de deux parents immigrés mexicains. Adolescente, elle fréquente un lycée de Bakersfield où elle y pratique le volley-ball, le football et le lancer de poids. Après le lycée, elle commence des études en géologie à l'Université de Notre-Dame-du-Lac, qu'elle achève à l'Université de Californie à Santa Cruz. Devenue géologue de profession, elle entame, en parallèle, une carrière dans les arts martiaux mixtes après s'être formé au judo en 2011, au jiu-jitsu brésilien en 2012 et s'être inscrit à l'école d'arts martiaux Eric Nolan's Xtreme Training Center à Bakersfield. En 2014, elle s'installe en Oklahoma.

### Carrière en arts martiaux mixtes

#### Débuts (2012, 2016-2018)
Julia dispute son premier combat professionnel le 27 janvier 2012, qu'elle remporte via décision unanime contre Marion Reneau. Elle dispute son deuxième combat professionnel 4 ans plus tard, lorsqu'elle bat Carolyn Biskup-Roe par TKO au 1er round.
Le 7 janvier 2017, elle vainc la future championne des poids mouches de l'UFC Nicco Montaño via décision unanime pour remporter le titre des poids coqs du HD MMA.
Le 22 juillet 2017, elle soumet Candace Maricle avec une clé de bras.
Le 4 mai 2018, Avila subit sa première défaite lorsqu'elle se casse l'annulaire gauche lors de son combat contre Marciea Allen.
Le 25 août 2018, elle bat Ashley Deen par TKO au 1er round.
Le 16 novembre 2018, lors du Invicta FC 32, elle vient à bout d'Alexa Conners (en) par TKO en lui assénant un front kick suivi d'une série de coups de poing.

#### Parcours au sein de l'Ultimate Fighting Championship (2019-)
Julia Avila signe avec l'Ultimate Fighting Championship (UFC) en mars 2019. Le 6 juillet 2019, lors de l'UFC 239, elle remporte son premier combat dans la fédération en vainquant la suédoise Pannie Kianzad (en) via décision unanime.
Pour son deuxième combat à l'UFC, Julia Avila empoche une nouvelle victoire en venant à bout de Gina Mazany (en) par KO technique en 22 secondes de combat.
Le 12 septembre 2020, Avila subit sa première défaite à l'UFC en perdant face à Sijara Eubanks (en) via décision unanime.
Son 4e combat dans la fedération est prévu pour le 20 mars 2021 mais est annulé après que son adversaire la lituanienne Julija Stoliarenko (en) ait perdue conscience à deux reprises lors de la pesée, la veille de l'affrontement. Les deux femmes s'affrontent finalement le 26 juin 2021, et Avila décroche la victoire en soumettant Stoliarenko avec un étranglement arrière au cours du 3e round.
Prévue pour affronter Raquel Pennington le 18 décembre 2021, Avila se retire deux semaines avant la date du combat pour cause de blessure.
Devenue mère en 2022, Julia Avila ne fait son retour dans l'octogone qu'en décembre 2023 face à l'ancienne championne des poids coqs Miesha Tate. Elle s'incline face à cette dernière via soumission au  3e round.

## Vie privée
En octobre 2022, Julia Avila et son mari Cody Shumate donnent naissance à une fille nommée Eris Luisa.

## Palmarès en arts martiaux mixtes
| 13 combats     | 9 victoires | 4 défaites |
| Par KO         | 4           | 1          |
| Par soumission | 2           | 1          |
| Sur décision   | 3           | 2          |

| Résultat | Record | Adversaire            | Méthode                                         | Événement                                         | Date              | Round | Temps | Lieu                                | Notes                                       |
| -------- | ------ | --------------------- | ----------------------------------------------- | ------------------------------------------------- | ----------------- | ----- | ----- | ----------------------------------- | ------------------------------------------- |
| Défaite  | 9-4    | Jacqueline Cavalcanti | Décision (unanime)                              | Soirée de combat UFC : Cannonier contre Rodrigues | 15 février 2025   | 3     | 5:00  | Las Vegas, Nevada, États-Unis       |                                             |
| Défaite  | 9-3    | Miesha Tate           | Soumission (face crank)                         | UFC on ESPN: Dariush vs. Tsarukyan                | 2 décembre 2023   | 3     | 1:15  | Austin, Texas, États-Unis           |                                             |
| Victoire | 9-2    | Julija Stoliarenko    | Soumission (étranglement arrière)               | UFC Fight Night: Gane vs. Volkov                  | 26 juin 2021      | 3     | 4:19  | Las Vegas, Nevada, États-Unis       |                                             |
| Défaite  | 8-2    | Sijara Eubanks        | Décision unanime                                | UFC Fight Night: Waterson vs. Hill                | 12 septembre 2020 | 3     | 5:00  | Las Vegas, Nevada, États-Unis       |                                             |
| Victoire | 8-1    | Gina Mazany           | TKO (coup de genou au ventre et coups de poing) | UFC on ESPN: Eye vs. Calvillo                     | 13 juin 2020      | 1     | 0:22  | Las Vegas, Nevada, États-Unis       |                                             |
| Victoire | 7-1    | Pannie Kianzad        | Décision unanime                                | UFC 239: Jones vs. Santos                         | 6 juillet 2019    | 3     | 5:00  | Las Vegas, Nevada, États-Unis       |                                             |
| Victoire | 6-1    | Alexa Conners         | TKO (front kick et coups de poing)              | Invicta FC 32: Spencer vs. Sorenson               | 16 novembre 2018  | 2     | 4:43  | Shawnee, Oklahoma, États-Unis       |                                             |
| Victoire | 5-1    | Ashley Deen           | TKO (coups de poing)                            | HD MMA 13: Avila vs Deen                          | 25 août 2018      | 1     | 2:08  | Shawnee, Oklahoma, États-Unis       |                                             |
| Défaite  | 4-1    | Marciea Allen         | TKO (blessure)                                  | Invicta FC 29: Kaufman vs. Lehner                 | 4 mai 2018        | 1     | 0:49  | Kansas City, Missouri, États-Unis   |                                             |
| Victoire | 4-0    | Candace Maricle       | Soumission (clé de bras)                        | HD MMA 9: Rampage at Remington                    | 22 juillet 2017   | 1     | 1:18  | Oklahoma City, Oklahoma, États-Unis |                                             |
| Victoire | 3-0    | Nicco Montaño         | Décision unanime                                | HD MMA 7: Avila vs. Montano                       | 7 janvier 2017    | 5     | 5:00  | Oklahoma City, Oklahoma, États-Unis | Remporte le titre des poids coqs du HD MMA. |
| Victoire | 2-0    | Carolyn Biskup-Roe    | TKO (coups de poing)                            | Xtreme Knockout 32                                | 27 août 2016      | 1     | 1:28  | Dallas, Texas, États-Unis           |                                             |
| Victoire | 1-0    | Marion Reneau         | Décision unanime                                | TWC 13: Impact                                    | 27 janvier 2012   | 3     | 5:00  | Porterville, Californie, États-Unis |                                             |